# Killico, il pilota nero
Killico, il pilota nero (The Wild Racers) è un film d'azione drammatico statunitense del 1968 diretto da Daniel Haller e Roger Corman (non accreditato) incentrato sulle corse automobilistiche.

## Trama
Il talentuoso ma ribelle pilota automobilistico statunitense Joe Joe Quillico non riesce a trovare un accordo con nessuna scuderia a causa del suo carattere irascibile. Lascia quindi gli Stati Uniti per partecipare ai Grand Prix in Europa dove viene assunto come secondo pilota. Anche qui continuano i suoi problemi nel rapportarsi con la squadra e con i meccanici di scuderia e questo gli crea non poche difficoltà anche in gara. Anche i suoi rapporti con le donne non sono idilliaci; l'unica che riesce ad avere un rapporto non conflittuale con lui è Katherine. Quando però Killico vince un'importante gara, il Grand Prix di Spagna, la lascia.

## Produzione
È un film a basso costo prodotto dalla American International Pictures e girato nel 1968 in Francia, nei Paesi Bassi e in Spagna. Corman è accreditato solo come produttore esecutivo ma ha lavorato alla regia insieme a Daniel Haller. Killico è interpretato da Fabian, nome d'arte di Fabiano Anthony Forte, cantante, attore e personaggio televisivo. È il primo film di Talia Shire.

## Distribuzione
Alcune delle uscite internazionali sono state:
- 27 marzo 1968 negli Stati Uniti (The Wild Racers)
- 10 marzo 1969 in Svezia (Wild Racers - fartens djävlar)
- 30 aprile 1971 in Finlandia (Villiä ajoa)
- in Grecia (Podia apo atsali)
- in Italia (Killico, il pilota nero)

## Promozione
La tagline è: "From Stock Car To Grand Prix... show him a curve and he'll take it... on two wheels or with a kiss!" ("Dalle Stock Car al Grand Prix ... mostrategli una curva e lui la attraverserà ... su due ruote o con un bacio!").